# La Sarraz
La Sarraz és un municipi de Suïssa del cantó de Vaud, situat al districte de Morges. Té uns 2.381 habitants.
El castell de La Sarraz, del segle xi, és considerat Patrimoni europeu. El 1928 va allotjar el primer Congrés Internacional d'Arquitectura Moderna (organitzat quan Hélène de Mandrot era propietària del castell) i des del 1982 és la seu del Museu Suís del Cavall.